# 龍源齋大峰
龍源齋 大峰（りゅうげんさいたいほう、1940年5月18日 - ）は、福岡県八女市出身の書道家（書家）。

## 経歴
- 1940年（昭和15年）5月18日 - 紙卸商を営む両親のもとに生まれる。
- 1943年（昭和18年）頃 - 習字を習い始める。中村飛泉、倉富康堂、馬場孤山、藤田一禅に師事。
- 1982年 - 全日本教育書道連盟会長就任[1]。
- 1987年（昭和62年）12月20日 - 大韓民国社会教育文化賞。
- 1988年（昭和63年）11月 - ナショナルボザール協会会長賞（フランス芸術展最高賞）。
- 2003年（平成15年） - 全日本書道連合会会長就任[1]。
- 2003年（平成15年）12月3日 - 文化庁長官表彰。
- 2004年（平成16年）2月16日 - 福岡県教育文化功労者表彰。
- 2006年（平成18年）現在 - 産経国際書会副理事長、公募展団体・全日展書法会（全日展）会長[2]、書道団体・全日本教育書道連盟会長、全日書道連合会会長、全日書道検定士会会長、全日書写書芸協会会長を務める。
- 2014年（平成26年）2月17日 - 全日展会長を引責辞任[3]。

## ねつ造事件
龍源齋が会長を務めていた「全日展」について、優秀賞の一つ「都道府県知事賞」の2013年度分のうち16県で、架空人名義の人物が受賞していた。龍源齋は会長を辞し、2014年2月28日、文化庁を訪れ「架空人名義の作品はすべて自分が書いた」と、作品のねつ造を認めた。
龍源齋は「その都道府県からの応募がないと、次年度から後援が受けられなくなり、知事賞の表彰もなくなってしまうので書いた。書道振興のためにやった」と述べた。